# Lighthouse: The Dark Being
Lighthouse: The Dark Being es un juego de aventuras desarrollado y distribuido por Sierra On-Line. Fue el primer y único juego diseñado por el director de arte de Sierra On-Line Jon Bock.

## Jugabilidad
El juego es una aventura gráfica en primera persona con una interfaz point-and-click. Se juega de forma similar al videojuego Myst.

## Trama
El jugador comienza en su nueva cabaña en la costa de Oregón. De acuerdo con el diario del jugador, él o ella (el género del personaje nunca es aclarado) es un escritor con problemas que acaba de mudarse, y quien conoció recientemente a su excéntrico vecino, el Dr. Jeremiah Krick, y su hija Amanda, quienes viven en un faro cercano. Mirando por la ventana, el jugador ve cómo el faro es alcanzado por un rayo y comienza a brillar de forma extraña. En el contestador automático del jugador, el Dr. Krick ha dejado un mensaje pidiéndole desesperadamente al jugador que vaya a su casa y cuide de Amanda.
Al llegar a la casa del Dr. Krick, el jugador encuentra la puerta frontal cerrada, la casa a oscuras y en silencio. Luego de devolver la energía y entrar a la casa, el jugador encuentra a Amanda en su cuna, sola. El jugador explora la casa, oye un sonido y Amanda empieza a llorar. Cuando el jugador entra a su habitación, el «ser oscuro», descrito en el diario del Dr. Krick, toma a Amanda y salta por un portal. En este punto el jugador puede seguirlo o usar el laboratorio del Dr. Krick para construir su propio portal. De cualquier forma el jugador acabará en una playa rocosa en un mundo paralelo. Las notas de Krick que hablan de esto referencian el concepto físico del universo de Godel.
El jugador deberá explorar el mundo paralelo y salvar al Dr. Krick y a Amanda del ser oscuro.

## Desarrollo
El juego fue concebido expresamente como un «clon de Myst»; el diseñador en jefe Jon Bock recordó más tarde que «Ken Williams me llamó a su oficina un día, sacó una copia de Myst y dijo; "¿Puedes hacer esto?" Dije que sí, y el juego comenzó su desarrollo». Bock reconoció la similitud con Myst en las entrevistas promocionales del juego, pero también remarcó que tiene algunas diferencias clave, particularmente que ha estado trabajando en crear una mayor interacción entre los personajes y un mayor enfoque en la historia que Myst.

## Recepción
El juego recibió reseñas mediocres, con un promedio de 71,29% en GameRankings basado en 7 reseñas. Una reseña de Next Generation, una revista con una postura firme contra Myst y sus imitadores, comentó que «al igual que la mayoría de los juegos de este tipo, los gráficos son hermosos. Y por más que cueste admitirlo, la historia es bastante intrigante, involucrando dimensiones alternativas, criaturas extrañas, y algunas máquinas que enorgullecerían a Leonardo da Vinci. Sin embargo, cualquier tipo de aspecto positivo del juego queda eclipsado cuando los puzles de manipulación de palancas, baldosas y objetos asoman su horrible cabeza durante el transcurso de la aventura». Rebecca Anderson de GameSpot también dijo que los gráficos eran muy detallados, pero los puzles son a menudo vagos, e incluso ilógicos, citando cómo el jugador es castigado por intentar salvar al bebé cuando es secuestrado.
Entertainment Weekly ridiculizó la configuración de controles, la actuación de voz y la trama, a la cual caracterizó como «una copia barata sin talento de una novela de Stephen King», y concluyó que el juego es prácticamente una pérdida total.